# Palmier (1752)
Pour les articles homonymes, voir Palmier (homonymie).
Le Palmier est un vaisseau portant 74 canons, construit par Joseph Chapelle et lancé de Brest en 1752. Il est mis en chantier pendant la vague de construction qui sépare la fin de guerre de Succession d'Autriche (1748) du début de la guerre de Sept Ans (1755). Il sert dans la Marine français jusqu'en 1782 et participe à deux guerres navales : celle de Sept Ans (sous Louis XV) puis d'Amérique (sous Louis XVI). Il est perdu par naufrage cette année-là, après trente ans de service. 

## Caractéristiques générales
Le Palmier est un vaisseau de force de 74 canons lancé selon les normes définies dans les années 1740 par les constructeurs français pour obtenir un bon rapport coût/manœuvrabilité/armement afin de pouvoir tenir tête à la marine anglaise qui disposait de beaucoup plus de vaisseaux depuis la fin des guerres de Louis XIV. Sans être standardisé, le Palmier partage les caractéristiques communes de tous les « 74 canons » construits à des dizaines d’exemplaires jusqu’au début du XIXe siècle et qui répond à la volonté des responsables navals d’exploiter au mieux cette excellente catégorie de navire de guerre. 
Comme pour tous les vaisseaux de guerre de l’époque, sa coque est en chêne. Son gréement, (mâts et vergues) en pin. Il y a aussi de l’orme, du tilleul, du peuplier et du noyer pour les affûts des canons, les sculptures des gaillards et les menuiseries intérieures. Les cordages (80 tonnes) et les voiles (à peu près 2 500 m2) sont en chanvre. Un deuxième jeu de voiles et de cordages de secours est stocké en soute. Prévu pour pouvoir opérer pendant des semaines très loin de ses bases européennes s’il le faut, ses capacités de transport sont considérables. Il emporte pour trois mois de consommation d’eau, complétée par six mois de vin. S’y ajoutent pour cinq à six mois de vivres, soit plusieurs dizaines de tonnes de biscuits, farine, légumes secs et frais, viande et poisson salé, fromage, huile, vinaigre, sel, sans compter du bétail sur pied qui est abattu au fur et à mesure de la campagne.
Le bâtiment est armé avec 74 canons, soit :
- 28 canons de 36 livres dans sa première batterie ;
- 30 canons de 18 livres dans sa seconde batterie ;
- 16 canons de 8 livres sur ses gaillards.

Cette artillerie en fer pèse 215 tonnes. Lorsqu'elle tire, elle peut délivrer une bordée pesant 838 livres (soit à peu près 410 kg) et le double si le navire fait feu simultanément sur les deux bords. Pour l’approvisionner, le vaisseau embarque près de 6 000 boulets pesant au total 67 tonnes. Ils sont stockés dans des puits à boulets autour des mâts. S’y ajoutent des boulets ramés, chaînés et beaucoup de mitraille (8 tonnes). Il y a 20 tonnes de poudre noire, stockée sous forme de gargousses ou en vrac dans les profondeurs du vaisseau. En moyenne, chaque canon dispose de 50 à 60 boulets.

## Les deux guerres duPalmier

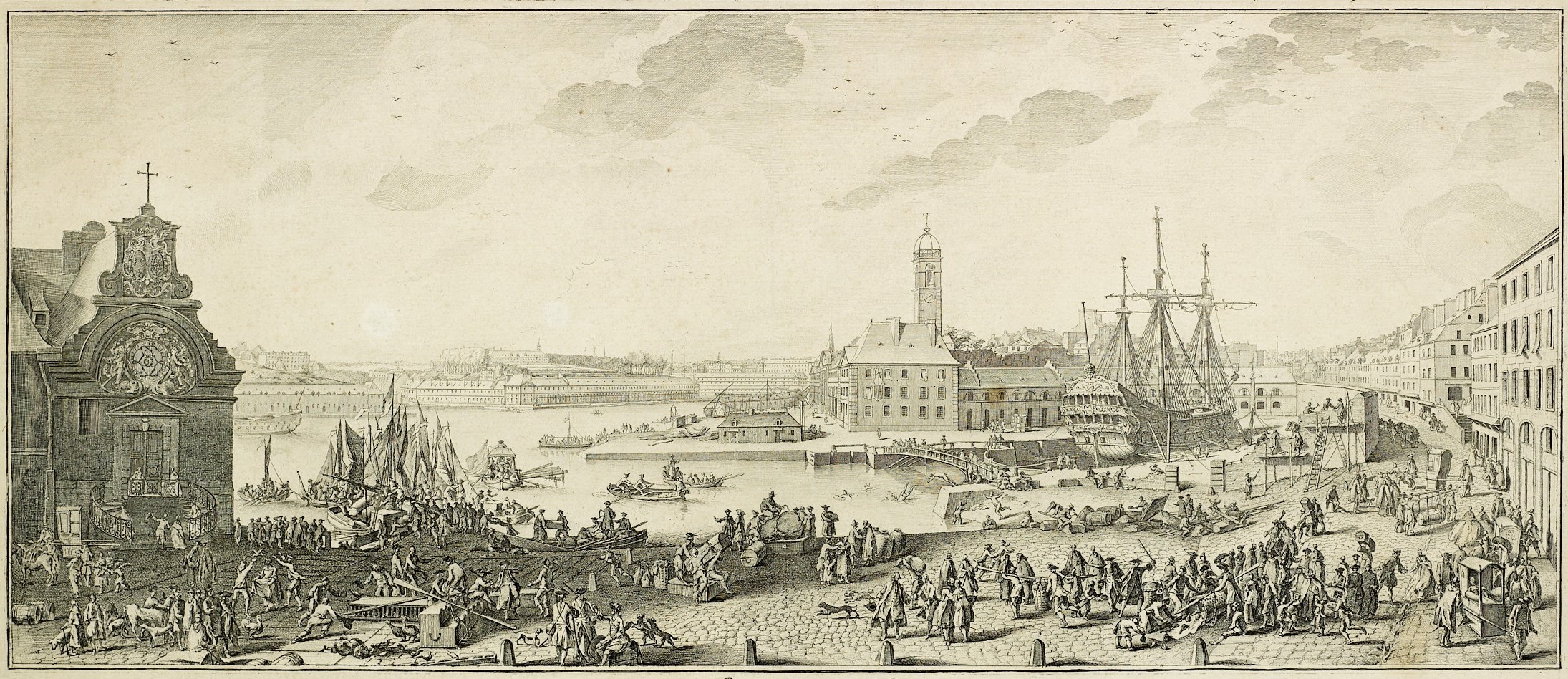
L'arsenal de Brest à l'époque où le Palmier y a été construit.

### Guerre de Sept Ans
En 1755, alors que la guerre menace entre la France et l'Angleterre, le navire est armé à Brest sous les ordres de chevalier de Bauffremont. Il fait partie d'une escadre de 6 vaisseaux et 3 frégates aux ordres du lieutenant général Macnemara qui doit escorter 18 bâtiments portant des renforts pour le Canada (aux ordres, elle, de Dubois de La Motte). Les ordres de Macnemara étant de prendre le moins de risque possible face aux forces anglaises, il se contente de faire une croisière sur les côtes avant de rentrer (3 mai - 20 mai 1755), laissant Dubois de La Motte terminer seul la mission. Macnemara malade et démissionnaire, le Palmier reste dans la même force, mais celle-ci passe sous les ordres de Duguay qui patrouille au large de Brest pour protéger l'arrivée des convois de commerce. 
En 1758, le Palmier passe sous le commandement du capitaine Kéruzoret. Le 1er septembre, alors qu’il se prépare à entrer à Port-au-Prince (Saint-Domingue), il est chassé par un vaisseau de 50 canons, le HMS Assistance et par un autre de 60, le HMS Dreadnought. Ce dernier engage le combat vers 4h00 du matin, mais le Palmier, plus puissant, lui inflige de lourds dégâts, l’obligeant à cesser le combat avant l’arrivée du vaisseau de 50 canons. Quelques jours plus tard, toujours dans les atterrages de Saint-Domingue, le Palmier capture la corvette anglaise Stork de 10 canons. Le Palmier n'est pas engagé en 1759 dans les batailles de Lagos et des Cardinaux qui voient la défaite des escadres de Toulon et de Brest dans une nouvelle tentative de débarquement en Angleterre.

### Guerre d'Indépendance d'Amérique
En 1778, le Palmier est sous les ordres de chevalier de Réals. Il fait partie de l'avant-garde lors de la première grande bataille navale qui oppose la France à l'Angleterre au début de la Guerre d'Indépendance américaine. En 1779, il participe à la campagne franco-espagnole infructueuse dans la Manche visant à un débarquement en Angleterre. En 1780, il est envoyé aux Antilles dans la grande escadre de Guichen et participe, le 16 avril, à la bataille de la Martinique puis aux deux autres combats indécis contre les forces de Rodney. Lorsque Guichen rentre en France avec le gros de l'armée navale, le Palmier reste présent dans les Antilles à la tête d'une petite division commandée par le chef d'escadre de Monteil. En mai 1781, toujours sous les ordres de De Monteil, il participe, sur demande des Espagnols, à l’attaque de la base de Pensacola en Floride avec trois autres vaisseaux, une frégate et une corvette. Après cette opération victorieuse, le Palmier est intégré à la grande escadre du comte de Grasse qui arrive de France pour se battre encore aux Antilles.
Le 12 septembre 1781, il est présent au centre dans la bataille décisive de la Chesapeake qui décide de la chute de Yorktown et de l'indépendance des États-Unis. Il revient ensuite aux Antilles avec le reste de l'escadre. Bâtiment déjà ancien, il est jugé trop éprouvé pour participer en janvier 1782 à la conquête de l'île de Saint-Christophe et reste stationné à Fort-Royal avec trois autres vaisseaux. Reprenant sa place dans l'armée navale après cette opération, il est engagé le 12 avril sur l'arrière-garde dans la malheureuse bataille des Saintes. Il combat un moment au côté de l’Ardent, puis entre en collision avec l’Auguste. Il se déclare à court de munitions mais réussit à se défaire de deux bâtiments anglais qui l'attaquent dans l'après-midi. Il fait partie du groupe des quinze vaisseaux qui se replie vers Saint-Domingue après la défaire française. 
Il est chargé, au mois d’octobre, d’escorter vers la France un gros convoi en compagnie de trois frégates. Mais, au large des Bermudes, il subit un gros coup de vent qui disperse le convoi et lui cause une importante voie d’eau. Les pompes se révélant insuffisantes, son commandant, Martelly-Chautard, donne l’ordre d’abandon et réussit à sauver l’équipage en le faisant passer sur les navires qui sont encore auprès de lui (24 octobre). Le Palmier fait partie des vingt vaisseaux de ligne perdus par la Marine royale lors de la guerre d’Indépendance américaine. Ne pas le confondre avec le vaisseau de 36 du même nom.